# Padang Bindu (Kisam Tinggi)
Padang Bindu is een bestuurslaag in het regentschap Ogan Komering Ulu Selatan van de provincie Zuid-Sumatra, Indonesië. Padang Bindu telt 694 inwoners (volkstelling 2010).